# Rikki Doak
Rikki Doak, née le 27 octobre 1998 à Fredericton, est une patineuse de vitesse sur piste courte canadienne.

## Biographie
Elle naît le 27 octobre 1998 à Fredericton. Elle commence le patinage de vitesse sur piste courte en 2005 à Fredericton, suivant l'exemple de son grand frère.
Elle étudie les affaires à l'université Concordia ; en équipe nationale, elle est entraînée par Sébastien Cros et Marc Gagnon, qu'elle voit comme sa plus grande inspiration.
Elle finit quatrième des championnats du monde 2023 au 500 mètres, avec le même classement en coupe du monde sur la distance, et huitième de la même distance l'année suivante pour une septième place en coupe du monde. Les deux années, elle obtient le bronze au relais féminin,.
Au cours de la saison de Coupe du monde de patinage de vitesse sur piste courte 2024-2025, elle obtient sa première victoire individuelle en coupe du monde, au 500 mètres en début de saison.
Elle participe aux épreuves de patinage de vitesse sur piste courte aux Jeux olympiques de 2022 sur le 500 mètres